# Laxsjön (Arjeplogs socken, Lappland, 730129-157452)
Laxsjön är en sjö i Arjeplogs kommun i Lappland och ingår i Umeälvens huvudavrinningsområde. Sjön har en area på 0,109 kvadratkilometer och ligger 604,8 meter över havet. Laxsjön ligger i Laisdalens fjällurskog Natura 2000-område.

## Delavrinningsområde
Laxsjön ingår i det delavrinningsområde (729705-157556) som SMHI kallar för Ovan 729332-158147. Medelhöjden är 581 meter över havet och ytan är 42,88 kvadratkilometer. Det finns inga avrinningsområden uppströms utan avrinningsområdet är högsta punkten. Östra Lairobäcken som avvattnar avrinningsområdet har biflödesordning 4, vilket innebär att vattnet flödar genom totalt 4 vattendrag innan det når havet efter 356 kilometer. Avrinningsområdet består mestadels av skog (80 procent) och sankmarker (18 procent). Avrinningsområdet har 1 kvadratkilometer vattenytor vilket ger det en sjöprocent på 2,3 procent.